# エドゥアルド・ファルー
エドゥアルド・ファルー（Eduardo Falú、1923年7月7日 - 2013年8月9日）は、広く知られたアルゼンチンの民族音楽、フォロクローレのギタリスト、作曲家。

## 経歴
エドゥアルド・ファルーは、1923年に、サルタ州のサン・ホセ・デ・メタンに近い村エル・ガルポンに生まれた。両親、母ファダ (Fada) と父フアン・ファルー (Juan Falú) は、シリアからの移民であった。田舎で育った彼は、サルタ州の民族的伝統、ファルー自身の言葉によれば、その「何か生き生きとした、ダイナミックで、進化し続けているもの」から強い影響を受けた。
ファルーは最初のギターを子どもの頃に贈り物として与えられ、やがてアルゼンチン北西部の伝統的なフォークソングを演奏するトルバドゥールとなった。セザール・ペルディゲロ (César Perdiguero) と組んだデュオは、1940年代にこの地方で有名になった。ほぼ独学であったファルーは、おもに19世紀の名手たちの作品の研究を通してギターの知識を深め、和声や音楽理論は、アルゼンチンの作曲家カルロス・グアスタビーノから学んだ。
名詠を高めていった彼は、1945年にブエノスアイレスへ赴くことになり、1950年には、当地で最初のアルバムを吹き込んだ。彼は当時のアルゼンチンの主だった詩人たち多数と共作することになったが、おそらく最もよく知られているのは、ハイメ・ダバロスが書いた詩に曲をつけた作品群で、「Zamba de la Candelaria」、「Trago de sombra」、「Canción del jangadero」などが知られている。ファルーはまた、アルゼンチンの叙事詩の多くにも曲を付けており、エルネスト・サバトの「Romance de la Muerte de Juan Lavalle」や、ホルヘ・ルイス・ボルヘスの「ホセ・エルナンデス (José Hernández)」などがある。
1959年には、パリへ赴き、初めて海外で演奏した。続いて、ローマやロサンゼルス、マドリードなど、数多くの文化的中心地で公演を重ねた。特に、日本での人気は高く、1963年から1973年にかけて、200回以上の公演をおこなった。後には、甥であるフアン・ファルーとデュオを組んで定期的に演奏するようになった。
異論もあるものの、ファルーは、アルゼンチンにおけるモダン・フォークソング運動の創始者とされることもあり、150篇以上の詩に曲を付けた。ボルヘスやダバロスをはじめ、レオン・ベナロス、マヌエル・J・カスティーリャ、アルベリコ・マンシーリャ (Alberico Mansilla) の作品も手がけた。ファルーは、チャマメ、チャカレーラ、（アルゼンチン音楽の）サンバの作曲によって知られ、後には組曲『Primera Suite Argentina』（1996年）と『Segunda Suite Argentina'』（1999年）の2作品も作曲した。
ペルー政府はファルーに特別厚労省を与え、また、1985年にはアルゼンチンの同業者たちから業績を評価されてアルゼンチンにおける文化賞として最も権威のあるコネックス賞を受賞し、さらにアルゼンチン作詞家作曲家協会 (SADAIC) から大賞を贈られた。
ファルーの最後に演奏を吹き込んだアルバムは、2009年に発表された、スペインのクラシック・ギター奏者アンドレス・セゴビアに捧げられたものであった。
2011年4月16日、サルタの町の創建429年の記念式典が野外劇場で催された際に、ファルーの業績を讃えて生涯功労賞が贈られた。
ファルーは2013年8月9日に、ブエノスアイレスの自宅において、90歳で死去した。

## 日本での人気
エドゥアルド・ファルーは、1963年に初来日し、以降1973年にかけて日本で4回の全国ツアーをおこない、公演回数はのべ300回近くに達したという。「コンドルは飛んでいく」を最初に日本に紹介したのは、ファルーであった。後には、1992年にも来日している。
ファルーは、フォロクローレの巨匠としてアタウアルパ・ユパンキと並び称される存在であった。音楽評論家の佐藤由美は、「当時フォルクローレと聞いて日本人が思い浮かべるのは、アンデス笛の物悲しい響きでなく、アルゼンチンのギター弾き語りだった」と述べている。